# 長浜市立湖北中学校
長浜市立湖北中学校（ながはましりつ こほくちゅうがっこう）は、滋賀県長浜市にある公立中学校。

## 沿革
- 1947年（昭和22年）4月1日 - 東浅井郡に小谷村立中学校・速水村立中学校・朝日村立中学校が開校。
- 1948年（昭和23年）4月1日 - 小谷村速水村朝日村組合立中学校を設置。
- 1948年（昭和23年）7月6日 - 小谷村速水村朝日村組合立浅井北中学校と改称。
- 同年9月13日 - 小谷・速水・朝日村中学校設立が許可。この日を創立記念日とする。
- 同年10月13日 - 校章制定。
- 1949年（昭和24年）6月30日 - 校舎建築第1期工事竣工。
- 1949年（昭和24年）10月15日 - 校歌制定（作詞：岩田利三、作曲：岡田二郎）。
- 1951年（昭和26年）4月8日 - 全生徒を新校舎に収容。
- 1955年（昭和30年）1月1日 - 小谷村と速水村が合併し湖北町が発足したのに伴い、湖北町朝日村組合立浅井北中学校と改称。
- 1956年（昭和31年）9月10日 - 湖北町と朝日村が合併したのに伴い、湖北町立湖北中学校と改称。
- 1965年（昭和40年）11月8日 - 給食開始。
- 1975年（昭和50年）7月15日 - 新校舎が竣工。
- 1987年（昭和62年）3月27日 - 体育館が竣工。
- 1997年（平成9年）7月12日 - 同窓会組織が発足。
- 1998年（平成10年）10月5日 - 創立50周年式典を挙行。校訓碑除幕。
- 2010年（平成22年）1月1日 - 長浜市に編入したのに伴い、長浜市立湖北中学校と改称。
- 2018年（平成30年）11月17日  - 創立７０周年記念式典を挙行。

## 周辺
- 長浜市役所湖北支所
- 長浜市立速水小学校
- 湖北郵便局
- 国道8号
- 滋賀県道545号延勝寺速水線
- 高時川

## アクセス
- JR北陸本線 河毛駅から南西へ700m
- 湖国バス 速水にて下車

## 著名な卒業生
- 浅見宣義（裁判官、政治家、長浜市長）